# Condado de Lamu
El condado de Lamu es uno de los 47 condados de Kenia, y es uno de los seis condados con costa. Se sitúa al sureste del país y su capital es Lamu. Limita al suroeste con el condado del Río Tana, al norte con el condado de Garissa, al noreste con Somalía y con el Océano Índico al sur.

## Organización territorial
| Organización territorial del condado |            |                   |             |
|                                      |            |                   |             |
| División                             | Población* | Población urbana* | Capital     |
| Amu                                  | 17.310     | 12,839            | Lamu        |
| Faza                                 | 7.474      | 0                 | Faza        |
| Hindi                                | 7.072      | 1.335             |             |
| Kiunga                               | 3.310      | 0                 | Kiunga      |
| Kizingitini                          | 6.010      | 0                 | Kizingitini |
| Mpeketoni                            | 25.530     | 773               | Mpeketoni   |
| Witu                                 | 5.980      | 1.322             | Witu        |
| Total                                | 72.686     | 16.269            | -           |
| * Censo de 1999.                     |            |                   |             |